# Melbourne (East Riding of Yorkshire)
Melbourne – wieś w Anglii, w hrabstwie East Riding of Yorkshire. Leży 38 km na północny zachód od miasta Hull i 269 km na północ od Londynu. W 2001 miejscowość liczyła 755 mieszkańców.